# Israëlisch Centraal Bureau voor de Statistiek
Het Israëlisch Centraal Bureau voor de Statistiek (ICBS) (Hebreeuws: הלשכה המרכזית לסטטיסטיקה , HaLishka HaMerkazit LeStatistika; Arabisch:دائرة الإحصاء المركزية, ā'irah al-Iḥṣā al-Markazīyah; Engels: Israel Central Bureau of Statistics, CBS) is een Israëlisch staatsbedrijf dat statistische gegevens over Israël produceert en publiceert. Het is gevestigd in Jeruzalem en Tel Aviv. De directeur wordt benoemd op voordracht van de premier. Het is de tegenhanger van het Nederlandse Centraal Bureau voor de Statistiek.
Het door Israël bezette Palestina heeft een eigen statistiekbureau, het Palestijns Centraal Bureau voor de Statistiek (PCBS).

## Weblinks
- Engelstalige website van het ICBS